# Fiódorovka (Tula)
Fiódorovka — Фёдоровка (rus) —  és un poble de l'óblast de Tula, a Rússia, segons el cens del 2010 tenia 494 habitants.